# Biuletyn Historii Sztuki
Biuletyn Historii Sztuki, pierwotnie znany jako Biuletyn Historii Sztuki i Kultury – kwartalnik wydawany od 1932 roku, obecnie przez Instytut Sztuki PAN i Stowarzyszenie Historyków Sztuki.
Początkowo był wydawany przez Zakład Architektury Polskiej Politechniki Warszawskiej i nosił tytuł "Biuletyn Historii Sztuki i Kultury". Po wojnie był wydawany przez Państwowy Instytut Historii Sztuki i Inwentaryzacji Zabytków oraz Zakład Architektury Polskiej i Historii Sztuki Politechniki Warszawskiej. W 1950 roku nazwę skrócono i czasopismo przeszło w ręce Państwowego Instytutu Sztuki i Stowarzyszenia Historyków Sztuki i Kultury Materialnej.
Biuletyn publikuje artykuły poświęcone sztuce, także obcojęzyczne. Polskim tekstom towarzyszą streszczenia w języku angielskim. Zamieszczane są także recenzje wystaw i publikacji, wykaz seminariów, kongresów, jubileuszy i nagród, które otrzymali polscy naukowcy.